# 2018-as WEC sanghaji 6 órás verseny
| Pályarajz | Pályarajz                 | Pályarajz                                    |
| --------- | ------------------------- | -------------------------------------------- |
|           |                           |                                              |
| Győztesek |                           |                                              |
| Kategória | Csapat                    | Versenyzők                                   |
| LMP1      | #7 Toyota Gazoo Racing    | Mike Conway Kobajasi Kamui José María López  |
| LMP2      | #38 Jackie Chan DC Racing | Gabriel Aubry Stéphane Richelmi Ho-Pin Tung  |
| LMGTE Pro | #95 Aston Martin Racing   | Marco Sørensen Nicki Thiim                   |
| LMGTE Am  | #77 Dempsey-Proton Racing | Christian Ried Julien Andlauer Matt Campbell |

A 2018-as WEC sanghaji 6 órás verseny a Hosszútávú-világbajnokság 2018–19-es szezonjának ötödik futama volt, amelyet november 16. és november 18. között tartottak meg a Shanghai International Circuit versenypályán. A fordulót Mike Conway, Kobajasi Kamui és José María López triója nyerte meg, akik a hibridhajtású Toyota Gazoo Racing csapatának versenyautóját vezették.

## Időmérő
A kategóriák leggyorsabb versenyzői vastaggal vannak kiemelve.
| Poz. | Kategória | Csapat                        | Átlagidő | Különbség | Rajthely |
| ---- | --------- | ----------------------------- | -------- | --------- | -------- |
| 1.   | LMP1      | #7 Toyota Gazoo Racing        | 1:42,931 | -         | 1        |
| 2.   | LMP1      | #8 Toyota Gazoo Racing        | 1:43,159 | +0,228    | 2        |
| 3.   | LMP1      | #1 Rebellion Racing           | 1:43,218 | +0,287    | 3        |
| 4.   | LMP1      | #17 SMP Racing                | 1:43,870 | +0,939    | 4        |
| 5.   | LMP1      | #3 Rebellion Racing           | 1:44,179 | +1,248    | 5        |
| 6.   | LMP1      | #10 DragonSpeed               | 1:44,612 | +1,681    | 6        |
| 7.   | LMP1      | #11 SMP Racing                | 1:44,789 | +1,858    | 7        |
| 8.   | LMP1      | #4 ByKolles Racing Team       | 1:46,353 | +3,422    | 8        |
| 9.   | LMP2      | #38 Jackie Chan DC Racing     | 1:48,888 | +5,957    | 9        |
| 10.  | LMP2      | #37 Jackie Chan DC Racing     | 1:49,138 | +6,207    | 10       |
| 11.  | LMP2      | #31 DragonSpeed               | 1:49,857 | +6,926    | 11       |
| 12.  | LMP2      | #36 Signatech Alpine Matmut   | 1:50,206 | +7,275    | 12       |
| 13.  | LMP2      | #28 TDS Racing                | 1:51,006 | +8,075    | 13       |
| 14.  | LMP2      | #29 Racing Team Nederland     | 1:51,657 | +8,726    | 14       |
| 15.  | LMP2      | #50 Larbre Compétition        | 1:51,925 | +8,994    | 15       |
| 16.  | LMGTE Pro | #66 Ford Chip Ganassi Team UK | 1:58,627 | +15,696   | 16       |
| 17.  | LMGTE Pro | #81 BMW Team MTEK             | 1:58,874 | +15,943   | 17       |
| 18.  | LMGTE Pro | #97 Aston Martin Racing       | 1:59,000 | +16,069   | 18       |
| 19.  | LMGTE Pro | #92 Porsche GT Team           | 1:59,031 | +16,100   | 19       |
| 20.  | LMGTE Pro | #82 BMW Team MTEK             | 1:59,055 | +16,124   | 20       |
| 21.  | LMGTE Pro | #95 Aston Martin Racing       | 1:59,157 | +16,226   | 21       |
| 22.  | LMGTE Pro | #67 Ford Chip Ganassi Team UK | 1:59,278 | +16,347   | 22       |
| 23.  | LMGTE Pro | #91 Porsche GT Team           | 1:59,286 | +16,355   | 23       |
| 24.  | LMGTE Pro | #51 AF Corse                  | 1:59,454 | +16,523   | 24       |
| 25.  | LMGTE Pro | #71 AF Corse                  | 1:59,689 | +16,758   | 25       |
| 26.  | LMGTE Pro | #64 Corvette Racing           | 2:00,228 | +17,297   | 26       |
| 27.  | LMGTE Am  | #98 Aston Martin Racing       | 2:01,884 | +18,953   | 27       |
| 28.  | LMGTE Am  | #77 Dempsey – Proton Racing   | 2:01,951 | +19,020   | 28       |
| 29.  | LMGTE Am  | #54 Spirit of Race            | 2:02,090 | +19,159   | 29       |
| 30.  | LMGTE Am  | #88 Dempsey – Proton Racing   | 2:02,115 | +19,184   | 30       |
| 31.  | LMGTE Am  | #90 TF Sport                  | 2:02,211 | +19,280   | 31       |
| 32.  | LMGTE Am  | #61 Clearwater Racing         | 2:02,400 | +19,469   | 32       |
| 33.  | LMGTE Am  | #56 Team Project 1            | 2:02,429 | +19,498   | 33       |
| 34.  | LMGTE Am  | #86 Gulf Racing UK            | 2:04,241 | +21,310   | 34       |
| 35.  | LMGTE Am  | #70 MR Racing                 | 2:04,648 | +21,717   | 35       |

## Verseny
A résztvevőknek legalább a versenytáv 70%-át (80 kört) teljesíteniük kellett ahhoz, hogy az elért eredményüket értékeljék. A kategóriák leggyorsabb versenyzői vastaggal vannak kiemelve.
| Helyezés | Kategória | #  | Csapat                    | Versenyzők                                              | Kasztni                       | Gumi | Kör | Idő/Hátrány/Kiesés |
| Helyezés | Kategória | #  | Csapat                    | Versenyzők                                              | Motor                         | Gumi | Kör | Idő/Hátrány/Kiesés |
| -------- | --------- | -- | ------------------------- | ------------------------------------------------------- | ----------------------------- | ---- | --- | ------------------ |
| 1.       | LMP1      | 7  | Toyota Gazoo Racing       | Mike Conway Kobajasi Kamui José María López             | Toyota TS050 Hybrid           | M    | 113 | 6:01:46,414        |
| 1.       | LMP1      | 7  | Toyota Gazoo Racing       | Mike Conway Kobajasi Kamui José María López             | Toyota 2.4L Turbo V6          | M    | 113 | 6:01:46,414        |
| 2.       | LMP1      | 8  | Toyota Gazoo Racing       | Fernando Alonso Sébastien Buemi Nakadzsima Kazuki       | Toyota TS050 Hybrid           | M    | 113 | +1,419             |
| 2.       | LMP1      | 8  | Toyota Gazoo Racing       | Fernando Alonso Sébastien Buemi Nakadzsima Kazuki       | Toyota 2.4L Turbo V6          | M    | 113 | +1,419             |
| 3.       | LMP1      | 11 | SMP Racing                | Mihail Aljosin Jenson Button Vitalij Petrov             | BR Engineering BR1            | M    | 112 | +1 kör             |
| 3.       | LMP1      | 11 | SMP Racing                | Mihail Aljosin Jenson Button Vitalij Petrov             | AER P60B 2.4 L Turbo V6       | M    | 112 | +1 kör             |
| 4.       | LMP1      | 1  | Rebellion Racing          | Neel Jani André Lotterer Bruno Senna                    | Rebellion R13                 | M    | 112 | +1 kör             |
| 4.       | LMP1      | 1  | Rebellion Racing          | Neel Jani André Lotterer Bruno Senna                    | Gibson GL458 4.5 L V8         | M    | 112 | +1 kör             |
| 5.       | LMP1      | 3  | Rebellion Racing          | Mathias Beche Gustavo Menezes Thomas Laurent            | Rebellion R13                 | M    | 110 | +3 kör             |
| 5.       | LMP1      | 3  | Rebellion Racing          | Mathias Beche Gustavo Menezes Thomas Laurent            | Gibson GL458 4.5 L V8         | M    | 110 | +3 kör             |
| 6.       | LMP1      | 10 | DragonSpeed               | James Allen Ben Hanley Renger van der Zande             | BR Engineering BR1            | M    | 110 | +3 kör             |
| 6.       | LMP1      | 10 | DragonSpeed               | James Allen Ben Hanley Renger van der Zande             | Gibson GL458 4.5L V8          | M    | 110 | +3 kör             |
| 7.       | LMGTE Pro | 95 | Aston Martin Racing       | Marco Sørensen Nicki Thiim                              | Aston Martin Vantage AMR      | M    | 109 | +4 kör             |
| 7.       | LMGTE Pro | 95 | Aston Martin Racing       | Marco Sørensen Nicki Thiim                              | Aston Martin 4.0 L Turbo V8   | M    | 109 | +4 kör             |
| 8.       | LMP2      | 38 | Jackie Chan DC Racing     | Gabriel Aubry Stéphane Richelmi Ho-Pin Tung             | Oreca 07                      | D    | 109 | +4 kör             |
| 8.       | LMP2      | 38 | Jackie Chan DC Racing     | Gabriel Aubry Stéphane Richelmi Ho-Pin Tung             | Gibson GK428 4.2L V8          | D    | 109 | +4 kör             |
| 9.       | LMGTE Pro | 91 | Porsche GT Team           | Gianmaria Bruni Richard Lietz                           | Porsche 911 RSR               | M    | 109 | +4 kör             |
| 9.       | LMGTE Pro | 91 | Porsche GT Team           | Gianmaria Bruni Richard Lietz                           | Porsche 4.0 L Flat 6          | M    | 109 | +4 kör             |
| 10.      | LMGTE Pro | 92 | Porsche GT Team           | Michael Christensen Kévin Estre                         | Porsche 911 RSR               | M    | 109 | +4 kör             |
| 10.      | LMGTE Pro | 92 | Porsche GT Team           | Michael Christensen Kévin Estre                         | Porsche 4.0L Flat 6           | M    | 109 | +4 kör             |
| 11.      | LMGTE Pro | 97 | Aston Martin Racing       | Alex Lynn Maxime Martin                                 | Aston Martin Vantage AMR      | M    | 109 | +4 kör             |
| 11.      | LMGTE Pro | 97 | Aston Martin Racing       | Alex Lynn Maxime Martin                                 | Aston Martin 4.0L Turbo V8    | M    | 109 | +4 kör             |
| 12.      | LMP2      | 31 | DragonSpeed               | Anthony Davidson Roberto Gonzalez Pastor Maldonado      | Oreca 07                      | M    | 109 | +4 kör             |
| 12.      | LMP2      | 31 | DragonSpeed               | Anthony Davidson Roberto Gonzalez Pastor Maldonado      | Gibson GK428 4.2L V8          | M    | 109 | +4 kör             |
| 13.      | LMGTE Pro | 51 | AF Corse                  | James Calado Alessandro Pier Guidi                      | Ferrari 488 GTE Evo           | M    | 109 | +4 kör             |
| 13.      | LMGTE Pro | 51 | AF Corse                  | James Calado Alessandro Pier Guidi                      | Ferrari F154CB 3.9L Turbo V8  | M    | 109 | +4 kör             |
| 14.      | LMP2      | 36 | Signatech Alpine Matmut   | Nicolas Lapierre André Negrão Pierre Thiriet            | Alpine A470                   | D    | 109 | +4 kör             |
| 14.      | LMP2      | 36 | Signatech Alpine Matmut   | Nicolas Lapierre André Negrão Pierre Thiriet            | Gibson GK428 4.2L V8          | D    | 109 | +4 kör             |
| 15.      | LMGTE Pro | 71 | AF Corse                  | Sam Bird Davide Rigon                                   | Ferrari 488 GTE               | M    | 109 | +4 kör             |
| 15.      | LMGTE Pro | 71 | AF Corse                  | Sam Bird Davide Rigon                                   | Ferrari F154CB 3.9 L Turbo V8 | M    | 109 | +4 kör             |
| 16.      | LMGTE Pro | 66 | Ford Chip Ganassi Team UK | Stefan Mücke Olivier Pla                                | Ford GT                       | M    | 109 | +4 kör             |
| 16.      | LMGTE Pro | 66 | Ford Chip Ganassi Team UK | Stefan Mücke Olivier Pla                                | Ford EcoBoost 3.5L Turbo V6   | M    | 109 | +4 kör             |
| 17.      | LMGTE Pro | 64 | Corvette Racing           | Oliver Gavin Tommy Milner                               | Chevrolet Corvette C7.R       | M    | 109 | +4 kör             |
| 17.      | LMGTE Pro | 64 | Corvette Racing           | Oliver Gavin Tommy Milner                               | Chevrolet 5.5 L V8            | M    | 109 | +4 kör             |
| 18.      | LMGTE Pro | 81 | BMW Team MTEK             | Nick Catsburg Martin Tomczyk                            | BMW M8 GTE                    | M    | 109 | +4 kör             |
| 18.      | LMGTE Pro | 81 | BMW Team MTEK             | Nick Catsburg Martin Tomczyk                            | BMW S63 4.0L Turbo V8         | M    | 109 | +4 kör             |
| 19.      | LMGTE Pro | 67 | Ford Chip Ganassi Team UK | Andy Priaulx Harry Tincknell                            | Ford GT                       | M    | 109 | +4 kör             |
| 19.      | LMGTE Pro | 67 | Ford Chip Ganassi Team UK | Andy Priaulx Harry Tincknell                            | Ford EcoBoost 3.5L Turbo V6   | M    | 109 | +4 kör             |
| 20.      | LMGTE Pro | 82 | BMW Team MTEK             | Tom Blomqvist António Félix da Costa                    | BMW M8 GTE                    | M    | 108 | +5 kör             |
| 20.      | LMGTE Pro | 82 | BMW Team MTEK             | Tom Blomqvist António Félix da Costa                    | BMW S63 4.0 L Turbo V8        | M    | 108 | +5 kör             |
| 21.      | LMGTE Am  | 77 | Dempsey - Proton Racing   | Julien Andlauer Matt Campbell Christian Ried            | Porsche 911 RSR               | M    | 108 | +5 kör             |
| 21.      | LMGTE Am  | 77 | Dempsey - Proton Racing   | Julien Andlauer Matt Campbell Christian Ried            | Porsche 4.0L Flat 6           | M    | 108 | +5 kör             |
| 22.      | LMGTE Am  | 56 | Team Project 1            | Jörg Bergmeister Patrick Lindsey Egidio Perfetti        | Porsche 911 RSR               | M    | 108 | +5 kör             |
| 22.      | LMGTE Am  | 56 | Team Project 1            | Jörg Bergmeister Patrick Lindsey Egidio Perfetti        | Porsche 4.0L Flat 6           | M    | 108 | +5 kör             |
| 23.      | LMGTE Am  | 88 | Dempsey - Proton Racing   | Háled al-Kúbáisi Matteo Cairoli Riccardo Pera           | Porsche 911 RSR               | M    | 108 | +5 kör             |
| 23.      | LMGTE Am  | 88 | Dempsey - Proton Racing   | Háled al-Kúbáisi Matteo Cairoli Riccardo Pera           | Porsche 4.0L Flat 6           | M    | 108 | +5 kör             |
| 24.      | LMP2      | 37 | Jackie Chan DC Racing     | Jazeman Jaafar Nabil Jeffri Weiron Tan                  | Oreca 07                      | D    | 108 | +5 kör             |
| 24.      | LMP2      | 37 | Jackie Chan DC Racing     | Jazeman Jaafar Nabil Jeffri Weiron Tan                  | Gibson GK428 4.2L V8          | D    | 108 | +5 kör             |
| 25.      | LMGTE Am  | 54 | Spirit of Race            | Francesco Castellacci Giancarlo Fisichella Thomas Flohr | Ferrari 488 GTE               | M    | 108 | +5 kör             |
| 25.      | LMGTE Am  | 54 | Spirit of Race            | Francesco Castellacci Giancarlo Fisichella Thomas Flohr | Ferrari F154CB 3.9 L Turbo V8 | M    | 108 | +5 kör             |
| 26.      | LMGTE Am  | 98 | Aston Martin Racing       | Paul Dalla Lana Pedro Lamy Mathias Lauda                | Aston Martin Vantage GTE      | M    | 108 | +5 kör             |
| 26.      | LMGTE Am  | 98 | Aston Martin Racing       | Paul Dalla Lana Pedro Lamy Mathias Lauda                | Aston Martin 4.5L V8          | M    | 108 | +5 kör             |
| 27.      | LMGTE Am  | 70 | MR Racing                 | Olivier Beretta Eddie Cheever III Isikava Motoaki       | Ferrari 488 GTE               | M    | 107 | +6 kör             |
| 27.      | LMGTE Am  | 70 | MR Racing                 | Olivier Beretta Eddie Cheever III Isikava Motoaki       | Ferrari F154CB 3.9 L Turbo V8 | M    | 107 | +6 kör             |
| 28.      | LMGTE Am  | 61 | Clearwater Racing         | Matt Griffin Sava Kejta Weng Sun Mok                    | Ferrari 488 GTE               | M    | 107 | +6 kör             |
| 28.      | LMGTE Am  | 61 | Clearwater Racing         | Matt Griffin Sava Kejta Weng Sun Mok                    | Ferrari F154CB 3.9 L Turbo V8 | M    | 107 | +6 kör             |
| 29.      | LMGTE Am  | 90 | TF Sport                  | Jonathan Adam Charlie Eastwood Salih Yoluç              | Aston Martin Vantage GTE      | M    | 105 | +8 kör             |
| 29.      | LMGTE Am  | 90 | TF Sport                  | Jonathan Adam Charlie Eastwood Salih Yoluç              | Aston Martin 4.5L V8          | M    | 105 | +8 kör             |
| 30.      | LMGTE Am  | 86 | Gulf Racing UK            | Ben Barker Thomas Preining Michael Wainwright           | Porsche 911 RSR               | M    | 100 | +13 kör            |
| 30.      | LMGTE Am  | 86 | Gulf Racing UK            | Ben Barker Thomas Preining Michael Wainwright           | Porsche 4.0L Flat 6           | M    | 100 | +13 kör            |
| 31.      | LMP2      | 29 | Racing Team Nederland     | Frits van Eerd Giedo van der Garde Nyck de Vries        | Dallara P217                  | M    | 99  | +14 kör            |
| 31.      | LMP2      | 29 | Racing Team Nederland     | Frits van Eerd Giedo van der Garde Nyck de Vries        | Gibson GK428 4.2L V8          | M    | 99  | +14 kör            |
| 32.      | LMP2      | 50 | Larbre Compétition        | Erwin Creed Enzo Guibbert Romano Ricci                  | Ligier JS P217                | M    | 75  | +38 kör            |
| 32.      | LMP2      | 50 | Larbre Compétition        | Erwin Creed Enzo Guibbert Romano Ricci                  | Gibson GK428 4.2L V8          | M    | 75  | +38 kör            |
| Hn       | LMP2      | 28 | TDS Racing                | Loïc Duval François Perrodo Matthieu Vaxivière          | Oreca 07                      | D    | 108 |                    |
| Hn       | LMP2      | 28 | TDS Racing                | Loïc Duval François Perrodo Matthieu Vaxivière          | Gibson GK428 4.2L V8          | D    | 108 |                    |
| Hn       | LMP1      | 17 | SMP Racing                | Matyevosz Iszaakjan Jegor Orudzsev Stéphane Sarrazin    | BR Engineering BR1            | M    | 100 |                    |
| Hn       | LMP1      | 17 | SMP Racing                | Matyevosz Iszaakjan Jegor Orudzsev Stéphane Sarrazin    | AER P60B 2.4L Turbo V6        | M    | 100 |                    |
| Ki       | LMP1      | 4  | ByKolles Racing Team      | Tom Dillmann James Rossiter Oliver Webb                 | ENSO CLM P1/01                | M    | 50  | motor              |
| Ki       | LMP1      | 4  | ByKolles Racing Team      | Tom Dillmann James Rossiter Oliver Webb                 | Nismo VRX30A 3.0 L Turbo V6   | M    | 50  | motor              |

## A világbajnokság állása a versenyt követően
LMP1 (Teljes táblázat)
| H  | Versenyzők                                        | Pont | H  | Konstruktőrök        | Pont |
| -- | ------------------------------------------------- | ---- | -- | -------------------- | ---- |
| 1. | Fernando Alonso Sébastien Buemi Nakadzsima Kazuki | 102  | 1. | Toyota Gazoo Racing  | 118  |
| 2. | Mike Conway Kobajasi Kamui José María López       | 97   | 2. | Rebellion Racing     | 90   |
| 3. | Thomas Laurent Gustavo Menezes Mathias Beche      | 73   | 3. | SMP Racing           | 52   |
| 4. | Neel Jani André Lotterer                          | 63   | 4. | ByKolles Racing Team | 22   |
| 5. | Bruno Senna                                       | 45   | 5. | DragonSpeed          | 8,5  |

GT (Teljes táblázat)
| H  | Versenyzők                         | Pont | H  | Konstruktőrök | Pont |
| -- | ---------------------------------- | ---- | -- | ------------- | ---- |
| 1. | Michael Christensen Kévin Estre    | 111  | 1. | Porsche       | 181  |
| 2. | Stefan Mücke Olivier Pla           | 68   | 2. | Ford          | 105  |
| 3. | Richard Lietz Gianmaria Bruni      | 68   | 3. | Ferrari       | 102  |
| 4. | James Calado Alessandro Pier Guidi | 65,5 | 4. | Aston Martin  | 94   |
| 5. | Marco Sørensen Nicki Thiim         | 55,5 | 5. | BMW           | 56   |

LMP2 (Teljes táblázat)
| H  | Versenyzők                                   | Pont | H  | Konstruktőrök             | Pont |
| -- | -------------------------------------------- | ---- | -- | ------------------------- | ---- |
| 1. | Ho-Pin Tung Gabriel Aubry Stéphane Richelmi  | 112  | 1. | #38 Jackie Chan DC Racing | 112  |
| 2. | Nicolas Lapierre André Negrão Pierre Thiriet | 102  | 2. | Signatech Alpine Matmut   | 102  |
| 3. | Jazeman Jaafar Weiron Tan Nabil Jeffri       | 98   | 3. | #37 Jackie Chan DC Racing | 98   |
| 4. | Roberto González Pastor Maldonado            | 73   | 4. | DragonSpeed               | 73   |
| 5. | Frits van Eerd Giedo van der Garde           | 47   | 5. | Racing Team Nederland     | 47   |

LMGTE Am (Teljes táblázat)
| H  | Versenyzők                                              | Pont | H  | Konstruktőrök       | Pont |
| -- | ------------------------------------------------------- | ---- | -- | ------------------- | ---- |
| 1. | Jörg Bergmeister Patrick Lindsey Egidio Perfetti        | 84   | 1. | Team Project 1      | 84   |
| 2. | Paul Dalla Lana Pedro Lamy Mathias Lauda                | 64   | 2. | Aston Martin Racing | 64   |
| 3. | Salih Yoluç Charlie Eastwood                            | 58   | 3. | TF Sport            | 58   |
| 4. | Matt Griffin Sava Kejta Weng Sun Mok                    | 57   | 4. | Clearwater Racing   | 57   |
| 5. | Francesco Castellacci Giancarlo Fisichella Thomas Flohr | 55   | 5. | Spirit of Race      | 55   |